# Hercostomus parvilamellatus
Hercostomus parvilamellatus är en tvåvingeart som först beskrevs av Macquart 1827.  Hercostomus parvilamellatus ingår i släktet Hercostomus och familjen styltflugor. Inga underarter finns listade i Catalogue of Life.